# Apteropeoedes inermis
Apteropeoedes inermis är en insektsart som beskrevs av Marius Descamps 1964. Apteropeoedes inermis ingår i släktet Apteropeoedes och familjen Euschmidtiidae. Inga underarter finns listade i Catalogue of Life.